# محمود محمودی خوانساری
سید محمود موسوی محمودی خوانساری (زادهٔ ۲۳ خرداد ماه۱۳۱۳ در خوانسار – درگذشتهٔ ۲ اردیبهشت ۱۳۶۶ در تهران) نوه سید ابوالقاسم خوانساری (میرکبیر) و از خوانندگان موسیقی اصیل ایرانی بود.
محمودی خوانساری صدایی گرم داشت و در آواز از سبکی مخصوص به خود برخوردار بود. او ضرب می‌نواخت و به سه‌تار علاقه‌مند و آشنا بود. مطالعات مستمرش در شعر و موضوع تلفیق شعر و هنر آواز تأثیر زیادی بر آثارش گذاشت.

## زندگی
محمود محمودی خوانساری در ۲۳ خرداد ماه سال ۱۳۱۳ در محله «رئیسان» خوانسار در خانواده‌ای مذهبی به دنیا آمد. پدرش سید جمال‌الدین موسوی محمودی از نوادگان سید ابوالقاسم خوانساری (میرکبیر) از روحانیون نامدار خوانسار بود و تسلط نسبی محمودی خوانساری بر زبان عربی و تعلیمات دینی را می‌توان حاصل ۱۳ سال زندگی در کنار پدرش دانست.
پس از فوت پدر در سال ۱۳۲۶ خورشیدی، به همراه دایی‌اش به تهران آمد و در دبیرستان ادیب به تحصیل ادامه داد. هرچند در همان سال‌ها در تهران برای امرار معاش مجبور به کار بود، اما از آواز خواندن غافل نشد. چند سال بعد با هنرمندانی چون ناصر مسعودی و قاسم جبلی آشنا شد. دوستی با ناصر مسعودی باعث آشنایی و ورود او به محافل هنری زمان شد و این امکان برای او به وجود آمد تا برای اولین بار برای پخش صدایش به رادیوی نیروی هوایی برود. او در سال ۱۳۳۵ پس از اتمام دوره سربازی، در محفلی با ابوالحسن صبا آشنا شد و به پیشنهاد او به یادگیری ردیف موسیقی ایرانی اقدام کرد. آشنایی او با ابوالحسن صبا در سال ۱۳۳۵ آغاز کار هنری محمودی خوانساری بود که تا پایان عمرش ادامه یافت.
پس از فوت صبا در سال ۱۳۳۷ تهران را ترک کرد و به شیراز رفت و در آنجا با رادیو شیراز به همکاری پرداخت. او علاوه بر اجرای برنامه، سرپرستی موسیقی اصیل این رادیو را نیز به عهده داشت. این برنامه‌های هنری با اقبال مردم شیراز روبرو شد و به سرعت به چهره‌ای شناخته‌شده تبدیل شد.
خوانساری در سال ۱۳۳۹ به تهران برگشت و به دعوت داوود پیرنیا، بنیانگذار برنامه گل‌ها، در استودیو گل‌ها شروع به فعالیت کرد و اولین کار هنری خود را در برنامه برگ سبز شماره ۵۶ ضبظ نمود. محمودی خوانساری از سال ۱۳۴۹ در برنامه نوائی از موسیقی ملی که با سرپرستی اسدالله ملک و همکاری منوچهر جهانبگلو تهیه می‌شد، همکاری کرد.
او که در سال‌های ابتدایی فعالیت هنری، تنها به اجرای آواز پرداخته بود، در این برنامه به اجرای ترانه نیز پرداخت. نوائی از موسیقی ملی به سرعت در میان هنردوستان و عاشقان موسیقی اصیل مقبولیت یافت و ترانه‌های ارزنده و به‌یادماندنی مرغ شباهنگ در مایه افشاری، میخانه در مایه دشتی، سکوت و مستی در سه‌گاه هر سه از ساخته‌های اسدالله ملک و لاله پرپر ساخته فرهنگ شریف حاصل همکاری محمودی خوانساری با برنامه نوائی از موسیقی ملی طی این سال‌ها می‌باشد.
از آن پس آثار متعدد دیگری را تحت عناوین گلهای رنگارنگ، برگ سبز، یک شاخه گل و گل‌های تازه در کنار هنرمندانی چون مرتضی محجوبی، احمد عبادی، حبیب‌الله بدیعی، پرویز یاحقی، امیر ناصر افتتاح، جهانگیر ملک، همایون خرم، حسن کسائی، جلیل شهناز، فرهنگ شریف ،مجید نجاحی ، لطف‌الله مجد و رضا ورزنده به‌وجود آورد. ثلث آخر زندگی وی به همکاری با اسدالله ملک سپری شد.
سرانجام محمود محمودی خوانساری در دوم اردیبهشت ۱۳۶۶ درگذشت. در قطعه ۱۰۱ ردیف ۸۵ شماره ۱۹ بهشت زهرا در تهران به خاک سپرده شد.

## آثار

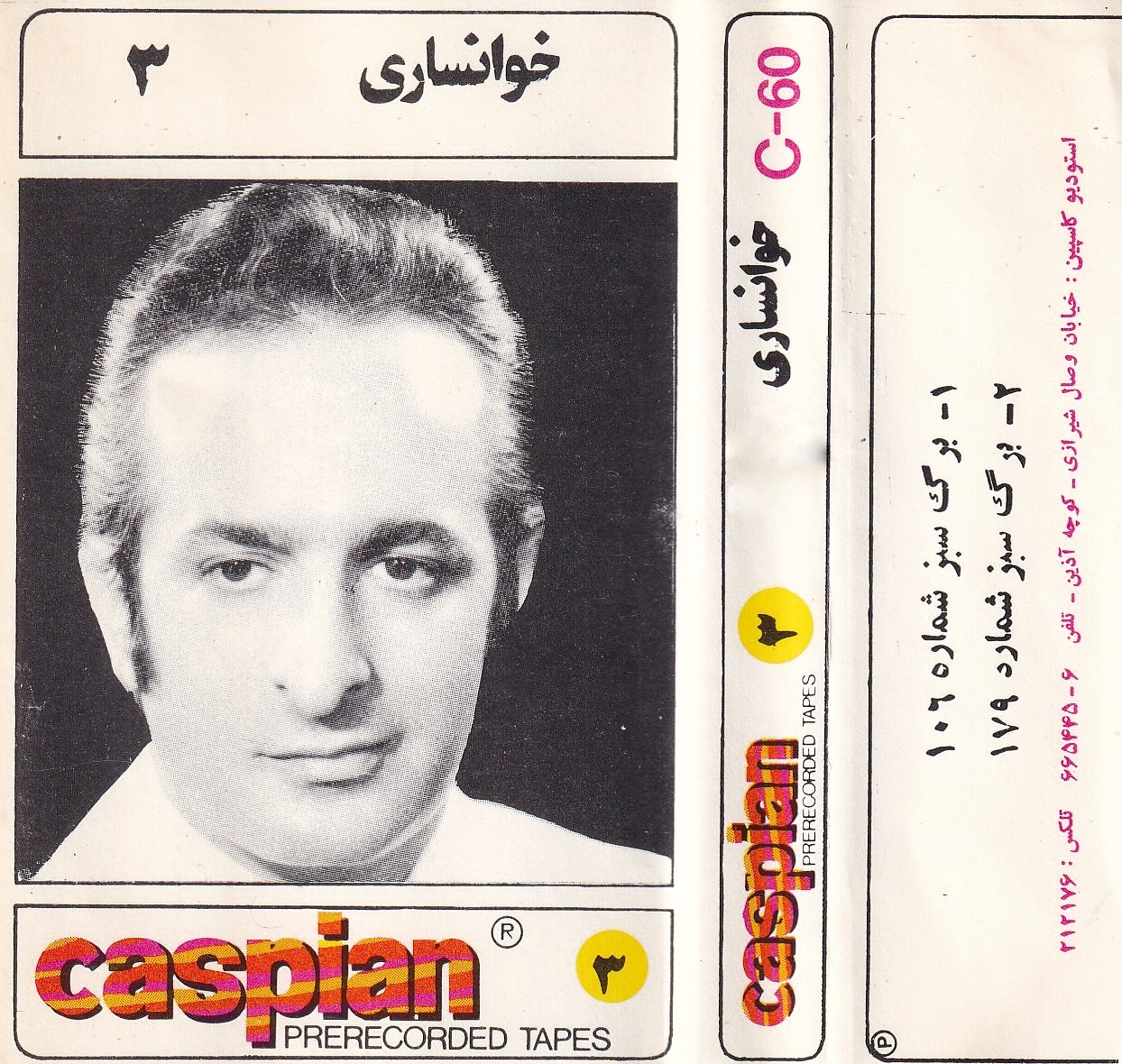
تصویر نوار کاستی با صدای محمودی خوانساری

آثار ثبت شده محمودی از میان بیش از دویست اثرش به ترتیب است:

### گلهای رنگارنگ شماره
- ۲۴۱ ب دشتی. غزل از رهی معیری با مطلع (آنقدر با آتش دل ساختم تا سوختم)
- ۲۷۸ شوشتری (گر چه امروز زهم دور مکان من و توست)
- ۲۹۱ شور. شعر از عماد خراسانی (ماییم و دلی پرخون از جور پری‌رویی)
- ۳۱۴ سه گاه (بخت آیینه ندارم که در او می‌نگری)
- ۴۳۲ افشاری (بوی خوش تو هر که ز باد صبا شنید)
- ۴۵۲ همایون (حدیث درد من گر کس نگفت افسانه‌ای کمتر)
- ۴۵۶ اصفهان (دامن خویش ز خون مژه گلشن کردم)
- ۴۶۸ افشاری (هر آنکه جانب اهل وفا نگه دارد)
- ۴۷۷ چهارگاه (آنکه پامال جفا کرد چو خاک راهم)
- ۴۸۳ همایون غزل از حافظ (ساقی بیا که یار ز رخ پرده برگرفت)
- ۴۸۴ سه‌گاه. شعر از رهی معیری (شب یار من تب است و غم سینه سوز هم)
- ۴۸۸ در شور. غزل از حافظ (ما بی‌غمان مست دل از دست داده‌ایم)
- ۴۹۲ شوشتری منصوری. شعر از پژمان بختیاری (ما هم شکسته خاطر و دیوانه بوده‌ایم)
- ۴۹۲ب شوشتری منصوری. شعر از پژمان بختیاری (ما هم شکسته خاطر و دیوانه بوده‌ایم)
- ۵۰۳ شور. غزل از هلالی جغتایی (کدام جلوه که در سرو سرفراز تونیست)
- ۵۰۷ ابوعطا (چه باز در دلت آمد که مهر برکندی)
- ۵۱۲ افشاری. شعر از رهی معیری (دور از تو هر شب تا سحر گریان چو شمع محفلم)
- ۵۱۲ ب افشاری. شعر از رهی معیری (دور از تو هر شب تا سحر گریان چو شمع محفلم)
- ۵۱۳ نوا. غزل از مهستی گنحه‌ای (در فغانم از دل دیر آشنای خویشتن)
- ۵۱۴ ماهور. غزل از فروغی بسطامی (ای کاش جان بخواهد معشوق جانی ما)
- ۵۲۴ ماهور. غزل از فروغی بسطامی (ای کاش جان بخواهد معشوق جانی ما)
- ۵۲۷ ماهور. غزل از موید ثابتی (دیریست تا به دیر مغان جا گرفته‌ایم)
- ۵۲۹ شوشتری منصوری. غزل از پژمان بختیاری (دل ز شوق گریه‌ای مستانه می‌سوزد مرا)
- ۵۲۹ب شوشتری منصوری. غزل از پژمان بختیاری (دل ز شوق گریه‌ای مستانه می‌سوزد مرا)
- ۵۳۲ ماهور. غزل از عماد خراسانی (اهل گردم دل دیوانه اگر بگذارد)
- ۵۳۳ شور. غزل از حافظ (ستاره‌ای بدرخشید و ماه مجلس شد)
- ۵۴۰ دستگاه نوا. غزل از حافظ و سعدی (زاهد پشیمان را ذوق باده خواهد کشت/ تو هیچ عهد نبستی که عاقبت نشکستی)
- ۵۴۶ ماهور (هرگز دلم به درد تو از کس دوا نخواست)
- ۵۵۰ افشاری. شعر از قاآنی (دل شکسته من آهش ار اثر دارد)
- ۵۵۴ دشتی. غزل از سعدی (آن نه روی است که من وصف جمالش دانم)
- ۵۵۵ ب سه گاه. شعر از مولوی (گفت معشوقی به عاشق کی فتا)
- ۵۵۷ ماهور (یار اگر جلوه کند دادن جان این همه نیست)
- ۵۵۷ ب ماهور (یار اگر جلوه کند دادن جان این همه نیست)
- ۵۶۰ چهارگاه. غزل از حافظ (مژده‌ای دل که دگر باد صبا بازآمد)
- ۵۶۴ سه‌گاه. غزل از سعدی (آن را که غمی چون غم من نیست چه داند)

### برنامه پخش نشده
- - دشتی. همراه با سه تار استاد عبادی، نی محمد موسوی و ضرب جهانگیر ملک

غزل آواز از خواجوی کرمانی (گوییا عزم ندارد که شود روز امشب - یا درآید ز در آن شمع شب افروز امشب، گر بمیرم به جز از شمع کسی نیست که او - برمن خسته بگرید ز سر سوز امشب، مرغ شب خوان که دم از پردهٔ عشاق زند - گو نوا از من شب‌خیز بیاموز امشب، بنشان شمع جگر سوخته را گر چه کسی - منشیناد بروز من بد روز امشب، بی لب لعل و رخت خادم خلوتگه انس - گو صراحی منه و شمع میفروز امشب، اگر آن عهدشکن با تو نسازد خواجو - خون دل میخور و جان می‌ده و می‌سوز امشب)

### گلهای تازه شماره
- ۳ دشتی. غزل از شهریار (از زندگانی‌ام گله دارد جوانی‌ام)
- ۹ سه‌گاه. غزل از حافظ (چه مستی است ندانم که رو به ما آورد)
- ۱۲ سه‌گاه. غزل از سایه (شب آمد و دل تنگم هوای خانه گرفت)
- ۱۷ بیات زند. غزل از ابوالحسن ورزی (باد بهار آمد و آورد بوی تو)
- ۱۹ افشاری. غزل از حافظ (نماز شام غریبان چو گریه آغازم)
- ۲۰ شور. غزل از شهریار (باز امشب‌ای ستاره تابان نیامدی)
- ۲۷ شور. غزل از علی اشتری (عمری ز سوز آتش هجران گریستم)
- ۳۰ شوشتری. غزل از حافظ (الاای آهوی وحشی کجایی)
- ۴۴ شوشتری. غزل از حافظ (دل از من برد و روی از من نهان کرد)
- ۴۷ مخالف سه‌گاه. غزل از یغمای جندقی (نگاه کن که نریزد دهی چو باده به دستم)
- ۵۷ ابوعطا. غزل از شهریار (به اختیار دلی برده چشم یار از من)
- ۶۳ ماهور. غزل از شهریار (امشب‌ای ماه به درد دل من تسکینی)
- ۷۰ دشتی. غزل از حافظ (به مژگان سیه کردی هزاران رخنه در دینم)
- ۷۶ سه‌گاه. غزل از عراقی (بیا بیا که نسیم بهار می‌گذرد)
- ۸۶ همایون. غزل از سعدی (ای زلف تو هر خمی کمندی)
- ۱۱۵ ماهور. غزل از حافظ (صحن بستان ذوق بخش و صحبت یاران خوش است)
- ۱۱۸ شور. غزل از غباد همدانی (روزی که کلک تقدیر در پنجه قضا بود)
- ۱۳۰ شور. غزل از سایه (چشم گریان تو نازم حال دیگرگون ببین)
- ۱۳۲ ابوعطا. غزل از حافظ (در همه دیر مغان نیست چو من شیدایی)
- ۱۳۵ سه‌گاه. غزل از حافظ و باباطاهر (یاد باد آنکه سر کوی توأم منزل بود)
- ۱۳۷ بیات زند. غزل از حافظ (دوستان وقت گل آن به که به عشرت کوشیم)
- ۱۴۱ بیات اصفهان. غزل از حافظ (با مدعی مگویید اسرار عشق و مستی)
- ۱۴۵ سه‌گاه. غزل از عماد خراسانی (چیست این آتش سوزنده که در جان من است)
- ۱۴۸ افشاری. غزل از سعدی (هر شب اندیشه دیگر کنم و رای دگر)
- ۱۵۲ شور. غزل از سعدی (بیا بیا که مرا با تو ماجرایی هست)
- ۱۶۸ ماهور. غزل از سعدی (سلسله موی دوست حلقه دام بلاست)
- ۱۸۳ سه‌گاه. غزل از حافظ (چو بشنوی سخن اهل دل مگو که خطاست)

### برنامه برگ سبز شماره
- ۵۶ نخستین آواز گل‌های محمودی خوانساری به همراه تار فرهنگ شریف. غزل از حافظ (عکس روی تو چو در آینه جام افتاد)
- ۶۱ شور-دشتی. اشعار متن برنامه از عطار، سهیلی خوانساری و عراقی. غزل آواز از سعدی (تا خبر دارم از او بیخبر از خویشتنم - با وجودش ز من آواز نیاید که منم)
- ۶۵ سه‌گاه. شعر از حافظ (دیشب به سیل اشک ره خواب می‌زدم)
- ۷۱ شور. غزل آواز از حافظ (ترسم که اشک بر غم ما پرده در شود)
- ۷۹ بیات زند. غزل آواز از سعدی (من از تو روی نپیچم گرم بیازاری)
- ۸۲ سه‌گاه. غزل آواز از حافظ (دوش در حلقه ما قصه گیسوی تو بود)
- ۸۸ همایون، شوشتری. غزل آواز از رهی معیری (شب یاد من تب است و غم سینه سوز هم)
- ۹۲ سه‌گاه. غزل آواز از حافظ (روزگاریست که سودای بتان دین منست)
- ۹۴ شور. غزل آواز از نظام وفا (ای که داری به من از مهر نهانی نظری)
- ۹۸ شوشتری-منصوری. اشعار از عطار، خانلری، نظام وفا، حافظ و عراقی (هر آنکه جانب اهل خدا نگه دارد)
- ۹۹ سه‌گاه. غزل از فروغی بسطامی (ساقی نداده ساغر چندان نموده مستم)
- ۱۰۲ ابوعطا. غزل از همای شیرازی و نواب صفا (بیدل و خسته در این شهرم و دلداری نیست)
- ۱۰۵ افشاری. غزل از عراقی (یاران غمم خورید که غمخوار مانده‌ام)
- ۱۰۶ سه گاه. اشعار متن برنامه از عطار، صفای اصفهانی، عراقی غزل از مولانا (ما در ره عشق تو اسیران بلاییم)
- ۱۰۸ شور. اشعار متن برنامه از عطار، سعدی، حافظ، و عراقی - غزل آواز از رهی‌معیری (در پیش بی دردان چرا فریاد بی‌حاصل کنم)
- ۱۰۹ دشتی. اشعار متن برنامه از عطار، منصوره اتابکی و حافظ - غزل آواز از علی اشتری متخلص به فرهاد (عمریست تا به پای خم از پا نشسته‌ایم)
- ۱۱۰ ابوعطا. غزل آواز از فروقی بسطامی (یار بی پرده کمر بست به رسوائی ما)
- ۱۱۶ سه گاه. غرل آواز از سعدی (ز حد بگذشت مشتاقی و صبر اندر غمت یارا)
- ۱۱۸ بیات زند. غزل آواز از خواجوی کرمانی (همچو شمعم به شبستان حرم یاد کنید)
- ۱۲۶ ابو عطا. غزل آواز از حافظ (دیدی ای دل که غم عشق دگر بار چه کرد)
- ۱۲۹ ابوعطا. غزل از علی صدارت (دوش کان رشک پری سرخوش و مستانه گذشت)
- ۱۳۴ شوشتری، منصوری و شعری از دنیا (گرچه امروز زهم دور مکان من و تست)
- ۱۴۰ شور-دشتی. غزل آواز از عراقی (ز اشتیاق تو جانم به لب رسید کجائی)
- ۱۴۶ بیات زند. غزل آواز از حافظ (منم که گوشه میخانه جایگاه منست)
- ۱۴۹ شور و دشتی. شعر از پرتو بیضائی (در دلم جلوه کند پرتو ماهی گاهی)
- ۱۵۳ همایون. غزل آواز از همایون اسفراینی (آنکه خود را نفسی شاد ندیده ست منم)
- ۱۵۸ شور. غزل آواز از فرهاد (رفتی ز پیش دیده و بر جان نشسته‌ای)
- ۱۶۵ سه‌گاه. شعر از سعدی (بخت آیینه ندارم که در او می‌نگری)
- ۱۶۶ بیات اصفهان. غزل از رهی معیری (چون زلف توأم جانا در عین پریشانی)
- ۱۷۱ سه گاه. غزل آواز از حافظ (تا ز میخانه و می نام و نشان خواهد بود)
- ۱۷۲ بیات زند. غزل آواز از سعدی (تو هیچ عهد نبستی که عاقبت نشکستی)
- ۱۷۷ بیات زند. غزل آواز از مولانا (بیا بیا که شدم در غم تو سودائی)
- ۱۷۹ شور. غزل از حافظ (رسید مژده که آمد بهار و سبزه دمید)
- ۲۴۳ شور. ذبیحی، قوامی، خوانساری غزل آواز از علی اشتری (رفتی ز پیش دیده و در جان نشسته‌ای)
- ۲۵۲ بیات اصفهان. غزل آواز از سعدی (ندانمت به حقیقت که در جهان به که مانی)
- ۲۵۴ شور. ایرج، خوانساری غزل آواز (خوانساری) از مهستی گنجوی (در فغانم از دل دیر آشنای خویشتن)
- ۲۶۲ ابوعطا. غزل از سخا لاری و طبیب اصفهانی (در شب هجر تو شرمنده احسانم کرد - غمت در نهانخانه دل نشیند)
- ۲۷۳ بیات زند. غزل آواز از فریدون توللی (خون می‌خورم از طعنه اغیار و بسم نیست)
- ۲۷۵ سه گاه. غزل آواز از رفیق اصفهانی (چه کنم که بازآمد شب و یار من نیامد)
- ۲۸۲ شور. غزل آواز از حافظ (حاشا که من به موسم گل ترک می‌کنم)
- ۲۹۵ ابو عطا. غزل آواز از پژمان بختیاری (ما کیستیم، دین و دل از دست داده‌ای)
- ۳۰۷ دشتی. غزل آواز از میردامادی (فروق)(با آنکه دلی داری آشفته و سودائی)

### برنامه شاخه گل شماره
- ۴۸ دشتی. غزل آواز از خاقانی (آمد نفس صبح و سلامت نرسانید)
- ۱۲۶ سه گاه. غزل از شیخ بهایی (ساقیا بده جامی زان شراب روحانی)
- ۲۰۲ بیات اصفهان. غزل آواز از خلیلی افغانی (تا سر بپای آن بت رعنا گذاشتیم)
- ۳۶۶ ابو عطا. غزل آواز از سعدی (آنرا که غمی چون غم ما نیست چه داند)
- ۳۶۷ شور-دشتی. غزل آواز از صائب تبریزی (اگر وطن به مقام رضا توانی کرد)
- ۳۷۲ سه گاه. غزل آواز از مولانا (تنها نه منم جانا از بهر تو دیوانه)
- ۳۷۷ شور. غزل از سعدی (دوش بی‌روی تو آتش به سرم بر می‌شد)
- ۳۷۹ بیات زند. گلپایگانی، قوامی، خوانساری. غزل آواز (خوانساری) از سعدی (من از تو روی نپیچم اگر بیازاری)
- ۳۸۰ سه گاه. غزل آواز از غمام همدانی (چراغ خلوت من شعله‌های آه منست)
- ۳۸۱ بیات زند. غزل آواز از فخرالدین عراقی (کشید کار ز تنهائیم به شیدائی)
- ۳۸۸ دشتی. شعر از سعدی (ندانمت به حقیقت که در جهان به که مانی)
- ۳۸۹ ابو عطا. غزل آواز از کمال خجندی (بیغمت شاد مباد این دل پرورده ما)
- ۳۹۳ شور. غزل آواز از جلال همائی (مگذار تا ز دست غمت ناله سر کنم)
- ۳۹۸ سه‌گاه. شعر از حافظ (من ترک عشق و شاهد و ساغر نمی‌کنم)
- ۳۹۹ شور. غزل آواز از سعدی (تا خبر دارم از او بی‌خبر از خویشتنم)
- ۴۰۸ نوا-ابو عطا. گلپایگانی، شهیدی و خوانساری غزل آواز (خوانساری) از مهستی گنجوی (در فغانم از دل دیر آشنای خویشتن - خو گرفتم همچو نی با ناله‌های خویشتن)
- ۴۰۹ افشاری. خوانساری، قوامی، وفائی - غزل آواز (خوانساری) (چون زلف توأم جانا در عین پریشانی)
- ۴۱۰ افشاری. شعر از هادی رنجی (ما را دل از کشاکش دنیا شکسته است)
- ۴۱۱ سه گاه. شهیدی، ایرج، خوانساری - غزل آواز (خوانساری) از عرفی شیرازی (گر نخل وفا بر ندهد چشم تری هست)
- ۴۱۸ همایون. غزل آواز از حافظ (ترسم که اشک در غم ما پرده در شود)
- ۴۲۰ ابو عطا. غزل آواز از سعدی (خبرت هست که بی روی تو آرامم نیست)
- ۴۲۱ ابو عطا. اشعار متن برنامه از پژمان بختیاری و سلمان ساوه ائی (سالها چیزی بنام زندگانی داشتم)
- ۴۲۹ سه گاه. غزل آواز از حافظ (دوش در حلقه ما قصه گیسوی تو بود)
- ۴۳۲ نوا. غزل آواز از سعدی (از هر چه می‌رود سخن دوست خوشتر است)
- ۴۳۷ ابو عطا. غزل آواز از عماد خراسانی (برو ای دوست که ما دست به دامان خودیم)
- ۴۴۲ بیات زند. غزل آواز از عماد خراسانی (نوبهارآمد و شد موسم شیدائی ما)
- ۴۴۳ سه گاه. غزل آواز از مولانا (من مست و تو دیوانه ما را که برد خانه)
- ۴۵۸ بیات زند. غزل آواز از رفیق اصفهانی (دلم شادم که با او همدم و همخانه خواهم شد)
- ۴۶۰ بیات زند. غزل آواز از وصال شیرازی (شد در شکوه ما با سر گیسوی تو باز)
- ۴۶۴ بیات اصفهان. غزل آواز از هوشنگ ابتهاح (سایه) (نشود فاش کسی آنچه میان من و توست)

### برنامه جشن هنر
شور با همکاری فرهنگ شریف، اصغر بهاری، منصور صارمی و منصور نریمان. غزل آوار و تصنیف از حافظ.
آواز "حاشا که من به موسم گل ترک می‌کنم -
من لاف عقل می‌زنم این کار کی کنم،
از قال و قیل مدرسه حالی دلم گرفت -
یک چند نیز خدمت معشوق و می‌کنم،
از نامه سیاه نترسم که روز حشر -
با فیض لطف او صد از این نامه طی کنم،
کی بود در زمانه وفا جام می بیار -
تا من حکایت جم و کاووس کی کنم،
این جان عاریت که به حافظ سپرد دوست -
روزی رخش ببینم و تسلیم وی کنم"
تصنیف "بود آیا که در میکده‌ها بگشایند-
گره از کار فروبسته ما بگشایند،
در میخانه ببستند خدایا مپسند -
که در خانه تزویر و ریا بگشایند،
اگر از بهر دل زاهد خودبین بستند -
دل قوی دار که از بهر خدا بگشایند،
به صفای دل رندان صبوحی زدگان -
بس در بسته به مفتاح دعا بگشایند"

### برنامه موسیقی ایرانی این ساعت
- سه گاه. غزل از مولانا (من مست و تو دیوانه مارا که برد خانه)
- مخالف سه گاه. غزل از تورج نگهبان (آمدی که با دلم گفتگو کنی - خانه دل مرا زیر و رو کنی)
- دشتی - عشاق. غزل از فروغی بسطامی (زاهد و سبحه صد دانه و ورد سحری - من و پیمودن پیمانه و دیوانه گری)
- بیات اصفهان. غزل از صائب تبریزی (مانام خود ز صفحه دلها سترده‌ایم - در دفتر جهان ورق باد برده‌ایم)
- شور. غزل از سعدی (تو را نادیدن ما غم نباشد - که در خیلت به از ما کم نباشد)
- شوشتری. غزل از رفیق اصفهانی (باور کس نشود قصه بیماری دل - تا گرفتار نگردد به گرفتاری دل)

### برنامه نوائی از موسیقی ملی
- افشاری. تصنیف مرغ شباهنگ - شعر از معینی کرمانشاهی "استاد روانشاد رحیم معینی کرمانشاهی دربارهٔ چگونگی پیدایش این تصنیف زیبا گفته است: «هنگامی که آقای اسدالله ملک آهنگ را در اختیار بنده قرار دادند، با توجه به حال و حالت موسیقی (از نظر سنگینی ریتم و غمگینی نغمه‌ها)، شعر حزن‌انگیزی را که بازگوی احساسات و عوالم شخصی خودم بود، برای آن سرودم؛ و چون می‌دانستم که قرار است محمودی خوانساری با آن صدای محزون و پُر از درد و داغ آن را بخواند، کوشیدم چه از نظر لفظ، چه از نظر معنی، کاری زنده و دارای روح عرضه نمایم. از قضا آن اشعار بیانگر احوال محمودی عزیز هم بود، لذا بسیار مورد علاقه او نیز واقع شد و انصافاً که در اجرای آن سنگ تمام گذاشت و از جان و دل خواند.»

(به دورانی که شد قحط وفای دل‌ها - چرا هر دم نگویم من خدا خدا)
- دشتی. تصنیف میخانه - آهنگ ترانه از اسدالله ملک و شعر از بهادر یگانه (دلی دارم بکوی می فروشان- بسرمستی چو دریای خروشان)
- سه گاه. تصنیف لاله پرپر - آهنگ ترانه از فرهنگ شریف و شعر ترانه از بهادر یگانه (چو غنچه ای طوفان زده‌ام - چو آتشی دامان زده‌ام)
- ابوعطا. تصنیف رنج هستی - شعر از معینی کرمانشاهی - آهنگ از اسدالله ملک (یادم کن شب‌ها که با او همپارنج هستی را بیان می‌کردم - شکایت‌ها از جفا می‌کردم، کو هم نفسی که خبر شود از غم جانم - بی او سخنی نبود به خدا به زبانم)
- شوشتری. تصنیف دعای دل - آهنگ ترانه از منوچهر جهانبگلو و شعر ترانه از م آزاد

(به گریه گریه ترا خانه خانه می‌جویم -
نشانه‌های تو را بی نشانه می‌جویم،
ترا ز هر سر کویی گذشته می‌بینم -
ترا به هر سرراهی فسانه می‌جویم،
بهانه راه عزیزان راه گمشده بود -
بهانه جز تو ندارم، بهانه می‌جویم،
خیال خانه ات از آشیان برید مرا -
شکسته بالیم و آشیان می‌جوییم،
خدا خدا کنم و از خدا نمی‌ترسم -
که ای یگانه، ترا بی یگانه می‌جویم،
غزل سرایی ما هم در این میان کاریست -
و گرنه راهِ دگر زین میانه می‌جویم)
- سه گاه. تصنیف سکوت و مستی - آهنگ ترانه از اسدالله ملک و شعر ترانه از هما میر افشار (ای دل من دیگر از آن بی وفائیها مگو - از سرشک همچو باران در جدائی‌ها مگو)
- سه گاه. غزل آواز از سعدی - پیش‌درآمد از درویش (عیبی نباشد از تو که بر ما جفا رود)
- ابو عطا. تصنیف با صدای بانو پوران - آهنگ ترانه از اسدالله ملک و شعر ترانه از هما میرافشار (گل قاصد کی فرستاده تو را - کی به تو گفته باین خونه برو)
- دشتی گوشه عشاق و بیات راجع. تصنیف با صدای بانو مهستی - آهنگ ترانه از اسدالله ملک و شعر ترانه از هما میر افشار (پا تو آهسته بزار دل این - نداره صبر و قرار دل این)
- همایون. تصنیف با صدای بانو الهه - آهنگ ترانه از اسدالله ملک و شعر ترانه از هما میر افشار (منو یک دل غرق به خون - تو هر شب به بزم دگرون)

### برنامه گلبرگ
- گلبرگ شماره ۱ دشتی. با همکاری اسدالله ملک و جهانگیر ملک - (جدا ز لاله رخ خود بهار را چه کنم - هزار داغ به دل لاله زار را چکنم)
- گلبرگ شمار۵ ۲ افشاری. با همکاری اسدالله ملک و جهانگیر ملک

غزل آواز از سعدی (آن نه رویست که من وصل جمالش دانم - این حدیث از دگری پرس که من حیرانم)
تصنیف از سعدی و حافظ (دلبرا پیش وجودت همه خوبان عدمند -
سروران بر در سودای تو خاک قدمند، خون صاحب نظران ریختی ای کعبه حسن -
قتل اینان که روا داشت که صید حرمند، گاه گاهی بگذر در صف دلسوختگان -
تا ثنائی بگویند و دعایی بدمند، هر خم از جعد پریشان تو زندان دلیست -
تا نگویی که اسیران کمند تو کمند) (گفتم غم تو دارم گفتاغمت سر آید -
گفتم که ماه من شو گفتا اگر برآید، گفتم ز مهرورزان رسم وفا بیاموز -
گفتا ز خوبرویان این کار کمتر آید)
- گلبرگ شماره ۳ مخالف سه گاه. با همکاری اسدالله ملک و جهانگیر ملک

غزل آواز از سعدی (ای که گفتی هیچ مشکل چون فراق یار نیست - گر امید وصل باشد همچنان دشوار نیست)
تصنیف از با با طاهر (دو زلفونت بود تار ربابم -
چه می‌خواهی ازین حال خرابم، ته که با مو سر یاری نداری -
چرا هر نیمه شو آیی بخوابم) (شیشه می‌در شب‌یلدا شکست - از غم عشقت دل‌شیدا شکست، بس که زدم ریگ بیابان بکف - خارمغیلان همه درپا شکست)
- گلبرگ شماره ۴ بیات زند. با همکاری اسدالله ملک، جهانگیر ملک و پرویز تبریزی

غزل آواز از وصال شیرازی (شد در شکوه ما با سر گیسوی تو باز - شب وصل است بسی کوته و این قصه دراز)
تصنیف از مولانا (با من صنما دل یک دله کن - گر سر ننهم آنگه گله کن، مجنون شده‌ام از بهر خدا - زان زلف خوشت یک سلسله کن، سی پاره به کف در چله شدی -
سی پاره منم ترک چله کن، ای مطرب دل زان نغمه خوش - این مغز مرا پرمشغله کن)